# Final Battle (2015)
Pour les articles homonymes, voir Final Battle.
L'édition 2015 de Final Battle est une manifestation de catch (lutte professionnelle) en paiement à la séance, produite par la fédération américaine Ring of Honor (ROH), initialement diffusée en haute définition et en direct sur le câble et via satellite, aux États-Unis. Elle est également disponible en ligne, sur le site d'hébergement de vidéos Ustream. Le pay-per-view (PPV) s'est déroulé le 18 décembre 2015 au 2300 Arena à Philadelphie, en Pennsylvanie. Ce pay-per-view est considéré comme l'un des plus gros succès de la fédération. Pour cette 14e édition de Final Battle, plusieurs catcheurs sont présentés sur l'affiche promotionnelle.

## Production
| Autre personnel de la ROH présent | Autre personnel de la ROH présent |
| Rôle                              | Nom                               |
| --------------------------------- | --------------------------------- |
| Commentateurs                     |                                   |
| Kevin Kelly (en)                  |                                   |
| Mr. Wrestling #3                  |                                   |
| Nigel McGuinness                  |                                   |
| Ian Riccaboni (en)                |                                   |
| Annonceur de ring                 | Bobby Cruise                      |
| Correspondants                    | Larry Mercer                      |
| Correspondants                    | Mandy Leon                        |

Le 24 août, la Ring of Honor a décidé que ce pay-per-view diffusé en direct et en haute définition sur le câble et le satellite, ainsi que sur le site de partages vidéo Ustream, le 18 décembre 2015. Contrairement aux autres années, depuis 2006, le spectacle se déroulait dans la ville de New York (au Hammerstein Ballroom ou au Terminal 5 (en) lors de l'édition précédente), mais il se déroulera cette année à Philadelphie. La durée prévue est d'environ trois heures, et le coût de l'événement est annoncé à 24,95 $ en paiement à la séance. Pour cela, la fédération déploie une liste de 63 fournisseurs, notamment DirecTV, Dish Network et Bell Canada Satellite, qui diffuseront cet évènement à travers les États-Unis et le Canada. Le show a également été commenté pour la première fois en direct en espagnol.
Afin d'éviter toute concurrence, le spectacle se déroule cinq jours après le pay-per-view de la WWE, TLC 2015.
Début décembre, la fédération annonce que le rédacteur du magazine Pro Wrestling Illustrated Bill Apter (en) sera présent lors de ce show pour son dernier livre Is Wrestling Fixed? I Didn't Know It Was Broken!.

## Contexte
Les spectacles de la Ring of Honor en paiement à la séance sont constitués de matchs aux résultats prédéterminés par les scénaristes de la ROH. Ces rencontres sont justifiées par des storylines - une rivalité avec un catcheur, la plupart du temps - ou par des qualifications survenues au cours de shows précédant l'évènement. Tous les catcheurs possèdent un gimmick, c'est-à-dire qu'ils incarnent un personnage face (gentil) ou heel (méchant), qui évolue au fil des rencontres. Un pay-per-view comme Final Battle est donc un événement tournant pour les différentes storylines en cours.

### Jay Lethal contre A.J. Styles

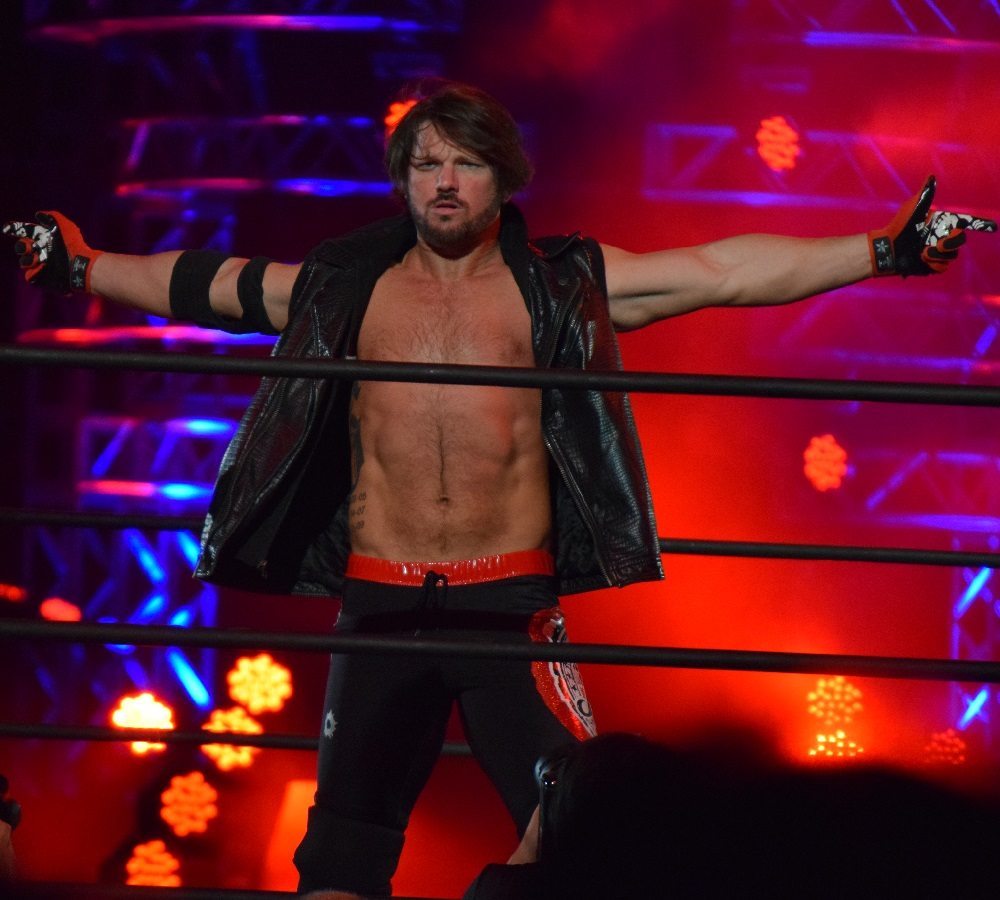
A.J. Styles affrontera Jay Lethal pour le titre mondial de la ROH.

Le 18 septembre, lors de All Star Extravaganza VII, A.J. Styles bat Roderick Strong, Adam Cole et Michael Elgin et devient challenger pour le championnat mondial de la ROH. Plus tard dans la soirée, Jay Lethal conserve sa ceinture de champion du monde en battant Kyle O'Reilly. Lors d'un show le 23 octobre, la fédération annonce un match entre A.J. Styles et Jay Lethal pour le titre suprême,. Le lendemain, à Glory by Honor XIV, A.J. Styles commente le main-event où le champion Jay Lethal remporte la victoire. À la fin du match, les deux hommes se confrontent sur le ring. A.J. Styles était initialement prévu dans ce match final, mais il s'est blessé au dos quelques jours auparavant lors de son match contre Kazuchika Okada lors d'un spectacle de la New Japan Pro Wrestling, King of Pro Wrestling 2015. Le 21 novembre, Jerry Lynn fait une apparition et affirme que Jay Lethal est trop confiant pour son match.

### The Kingdom contre War Machine
Le 23 octobre, Nigel McGuinness annonce un match entre The Kingdom et War Machine (Hanson et Raymond Rowe) pour les ceintures mondiales par équipe de la ROH,. Plus tard dans la soirée, The Kingdom (Michael Bennett, Matt Taven et Adam Cole) battent War Machine et Dalton Castle.

### Adam Cole contre Kyle O'Reilly

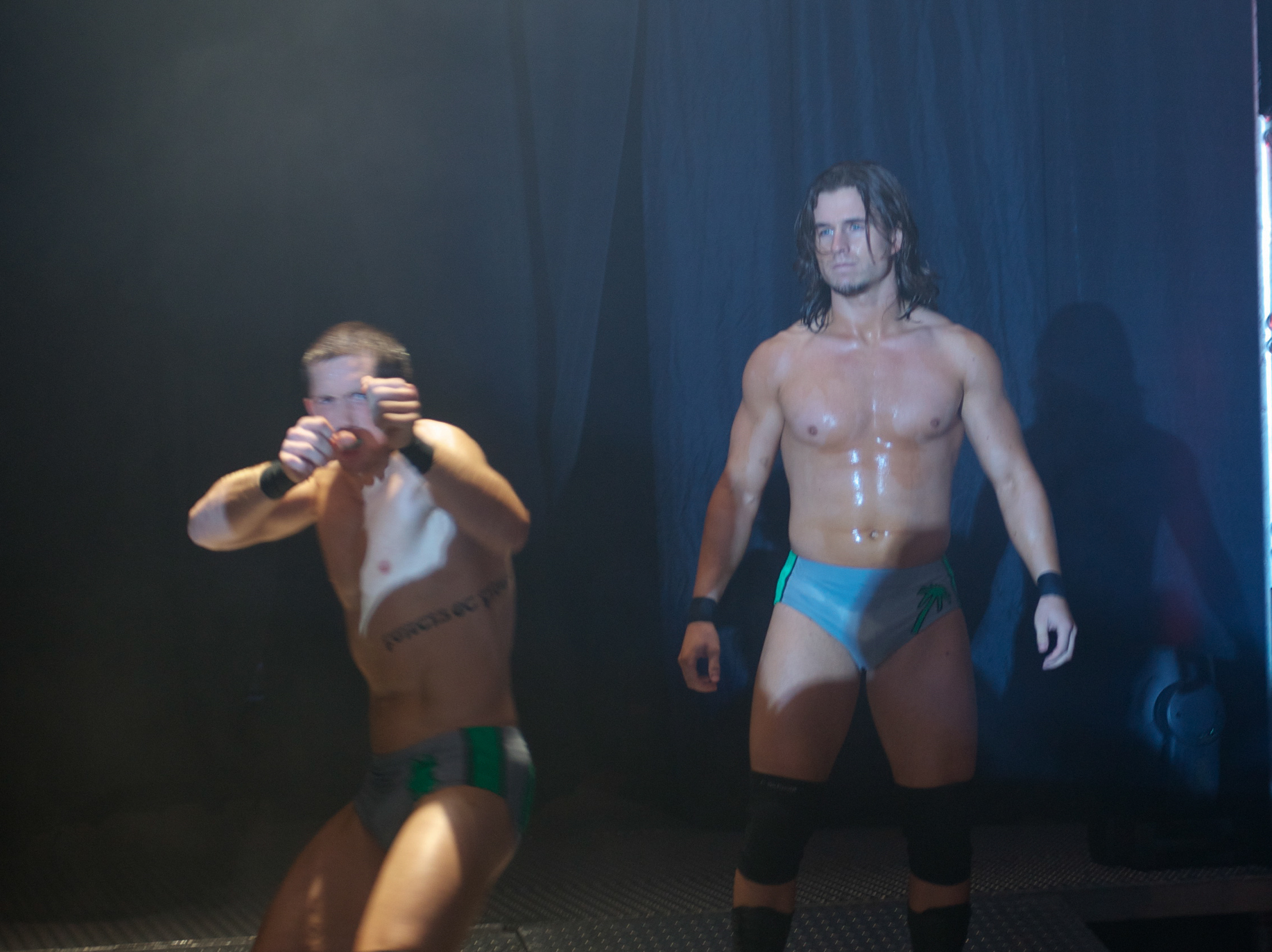
Kyle O'Reilly et Adam Cole, deux anciens partenaires qui vont s'affronter lors de cet évènement.

Au lendemain de Death Before Dishonor XIII, le 25 juillet, Kyle O'Reilly s'associe avec Adam Cole pour reformer Future Shock et perdent contre The Addiction pour les titres par équipe de la ROH.
Après plusieurs matchs en équipe, Kyle O'Reilly se tourne vers le titre mondial de la ROH détenu par Jay Lethal. Le 18 septembre, lors de All Star Extravaganza VII, Kyle O'Reilly ne parvient pas à battre Jay Lethal pour le titre de champion du monde de la ROH, après une trahison de son ancien partenaire Adam Cole. Le lendemain, les reDRagon font équipe avec Michael Elgin et battent The Kingdom (Adam Cole, Michael Bennett et Matt Taven) dans un Six-Man Tag Team match. Durant les semaines suivantes, Adam Cole explique que Kyle O'Reilly ne méritait pas d'avoir une opportunité pour le titre mondial tandis que lui n'en avait pas. Le 13 novembre, les reDRagon affrontent une nouvelle fois The Kingdom mais ne parviennent pas à remporter le match, où les ceintures par équipe étaient en jeu. Le 4 décembre, la fédération annonce un match entre Adam Cole et Kyle O'Reilly.

### Roderick Strong contre Bobby Fish
Le 21 novembre, Roderick Strong lance un open challenge pour le championnat télévisuel de la ROH. Bobby Fish accepte le défi et veut un match pour le titre. La fédération rend ce match officiel peu après. Le 5 décembre, Roderick Strong conserve son titre contre Delirious.

## Matchs
| #                                                                | Matchs | Stipulation                                                                         | Durée |
| ---------------------------------------------------------------- | --- | ----------------------------------------------------------------------------------- | ----- |
| Dark                                                             | The House of Truth (Donovan Dijak et Joey Daddiego) (avec Truth Martini) vainqueurs                                                                             | Match par équipe                                                                    |       |
| Dark                                                             | Cheeseburger bat Bob Evans (en) (avec Tim Hugues), | Match simple                                                                        | 7:28  |
| 1                                                                | All Night Express (en) (Kenny King et Rhett Titus) battent The Young Bucks (Nick Jackson et Matt Jackson) et The Briscoe Brothers (Jay Briscoe et Mark Briscoe) | Triple Threat Tag Team match pour être aspirants au ROH World Tag Team Championship | 9:19  |
| 2                                                                | Silas Young (avec The Boys) bat Dalton Castle | Match simple                                                                        | 10:47 |
| 3                                                                | Michael Elgin bat Moose (avec Stokely Hathaway) | Match simple                                                                        | 11:55 |
| 4                                                                | Adam Cole bat Kyle O'Reilly | Match simple                                                                        | 16:12 |
| 5                                                                | Alex Shelley, ACH et Matt Sydal battent The Addiction (Christopher Daniels et Frankie Kazarian) et Chris Sabin                                                  | Six Man Tag Team match                                                              | 15:30 |
| 6                                                                | Roderick Strong (c) bat Bobby Fish, | Match simple pour le ROH World Television Championship                              | 15:23 |
| 7                                                                | War Machine (Hanson et Raymond Rowe) battent The Kingdom (Michael Bennett et Matt Taven) (c) (avec Maria Kanellis)                                              | Match par équipe pour les ROH World Tag Team Championship                           | 3:12  |
| 8                                                                | Jay Lethal (c) (avec Truth Martini et Taeler Hendrix) bat A.J. Styles                                                                                           | Match simple pour le ROH World Championship                                         | 22:12 |
| (c) désigne le(s) champion(s) défendant son titre dans le match. | |                                                                                     |       |